# Palikówka (Filipowice)
Palikówka – południowo-zachodnia część wsi Filipowice w Polsce, położona w województwie małopolskim, w powiecie krakowskim, w gminie Krzeszowice.
W latach 1975–1998 Palikówka administracyjnie należała do województwa krakowskiego.